# Kathryn Sullivan (pallavolista)
Kathryn Sullivan (Walnut Creek, 26 novembre 1994) è una pallavolista statunitense, di ruolo centrale.

## Biografia
Kathryn Sullivan, figlia di Roberta Bresler-Sullivan e Jerry Sullivan, nasce a Walnut Creek. Nel 2013 si diploma alla Vacaville High School, mentre in seguito studia biologia alla University of Portland.

## Carriera

### Club
Muove i primi passi nella formazione della Vacaville HS, partecipando ai tornei scolastici della California; parallelamente gioca anche a livello di club con il Golden Bears, il Force e il Northern California. Dopo il diploma gioca a livello universitario nella NCAA Division I con la Portland, dal 2013 al 2016.
Nella stagione 2017-18 firma il suo primo contratto professionistico in Finlandia, giocando la Lentopallon Mestaruusliiga col Woman. Dopo un'annata di inattività, torna in campo nel campionato 2019-20, giocando nella divisione cadetta francese con il Sens.